# 12-es busz (Veszprém)
A veszprémi 12-es jelzésű autóbusz a Veszprém autóbusz-állomás és a Veszprémi állatkert között közlekedik.

## Története
2009-ben a Balaton Volán Zrt. és a megyeszékhely Közgyűlése által hozott döntésben létrejött a 12-es jelzéssel rendelkező buszvonal. Indokolttá vált születése, hiszen a Buhim-völgy egyre beépített lett, illetve a Séd vonzáskörzetében, környezetében felújítások történtek, mely által megnőtt az ide- látogatások száma.
2019. december 15-étől az állatkertig hosszabbítva közlekedik, korábbi útvonalán 12A jelzésű betétjáratot indítanak.

## Útvonala
| Veszprém autóbusz-állomás → Veszprémi állatkert → Veszprém autóbusz-állomás |
| --- |
| Veszprém autóbusz-állomás vá. – Jutasi út – Kopácsi utca – Fenyves utca – Deák Ferenc utca – Pajta utca – Aranyoskút utca – Dózsa György tér – Szent István utca – Táncsics Mihály utca – Tizenháromváros tér – Pápai út – Völgyhíd tér – Eszterházy Antal utca – Veszprémvölgyi utca – Kittenberger Kálmán utca – Veszprémvölgyi utca – Eszterházy Antal utca – Jókai Mór utca – Horgos utca – Szabadság tér – Brusznyai Árpád utca – Mindszenty József utca – Jutasi út – Veszprém autóbusz-állomás vá. |

## Megállóhelyei
| 0  | Veszprém autóbusz-állomás végállomás |                                                                      |
| 2  | Csutorás utca                        |                                                                      |
| 4  | Pajta utca 9.                        |                                                                      |
| 6  | Pajta utca 22.                       |                                                                      |
| 7  | Dózsa György tér                     | 3, 5, 10, 13, 18, 25                                                 |
| 8  | Tizenháromváros tér                  | 3, 5, 10, 13, 18, 25                                                 |
| 9  | Pápai út 25.                         | 1, 3, 5, 8, 8A, 10, 13, 25 Helyközi buszok Távolsági járatok         |
| 10 | Völgyhíd tér                         | 1, 3, 5, 8, 8A, 10, 13, 25                                           |
| 14 | Veszprémi állatkert                  |                                                                      |
| 16 | Patak tér                            | 10, 13                                                               |
| 17 | Festő utca                           | 10, 13                                                               |
| 18 | Virág Benedek utca                   | 10, 13                                                               |
| 20 | Hotel                                | 1, 2, 3, 4, 4A, 5, 6, 7A, 10, 13, 22, 25                             |
| 22 | Veszprém autóbusz-állomás végállomás | 1, 2, 3, 4, 4A, 7A, 10, 13, 22, 23 Helyközi buszok Távolsági járatok |